# Шенгелія Леван Олександрович
Шенгелія Леван Олександрович (1 грудня 1921, Кутаїсі, Грузинська РСР, СРСР — 12 вересня 2009, Москва, Росія) — радянський і російський художник кіно, кінорежисер. Заслужений художник РРФСР (1974). Лауреат Державної премії СРСР (1952).

## Життєпис
Народився 1 грудня 1921 р. Закінчив Всесоюзний державний інститут кінематографії (1950).
Брав участь у створенні фільму «Тарас Шевченко» (1951, у співавт. з Б. Немечеком. Державна премія СРСР, 1952).
Член Спілки кінематографістів Росії.
Леван Шенгелія помер 12 вересня 2009 року у Москві.

## Фільмографія
Режисер-постановник:
- «Капронові сіті» (1962, у співавт.)
- «Дівчинка на кулі» (1966, у співавт.)

Акторські кінороботи:
- «П'єр — співробітник міліції» (1965, товстяк)

Оформив кінокартини:
- «Третій удар» (1948, художник)

Художник-постановник:
- «Тарас Шевченко» (1951, у співавт.)
- «Адмірал Ушаков» (1953, у співавт.)
- «Кораблі штурмують бастіони» (1953, у співавт.)
- «Бабка» (1954)
- «Урок життя» (1955)
- «Поет» (1956)
- «Йшли солдати...» (1958)
- «Справа „строкатих“» (1958, у співавт.)
- «Твір мистецтва» (1959)
- «Напередодні» (1959)
- «Пурпурові вітрила» (1961)
- «Наш дім» (1965)
- «Дівчинка на кулі» (1966, у співавт.)
- «Таємничий чернець» (1967, у співавт.)
- «Старий знайомий» (1969, у співавт.)
- «Корона Російської імперії, або Знову невловимі» (1971, у співавт.)
- «Це солодке слово — свобода!» (1972)
- «Втеча містера Мак-Кінлі» (1975)
- «У день свята» (1978)
- «Кентаври» (1978)
- «Осінній марафон» (1979, у співавт.)
- «Червоні дзвони. Фільм 1. Мексика у вогні» (1982, у співавт.)
- «Червоні дзвони. Фільм 2. Я бачив народження нового світу» (1982, у співавт.)
- «Образа» (1986)
- «Кін-дза-дза!» (1986, у співавт. (в титраї немає)
- «Я в повному порядку» (1989, у співавт.)
- «Нескінченність» (1991)
- «Стрілець неприкаяний» (1993)
- «Чоловік для молодої жінки» (1996)
- «Класик» (1998) та ін.